# Mickey of Ulladulla
Mickey of Ulladulla (ca. 1820 - 13. oktober 1891) var en aboriginsk kunstner, som blev født på sydkysten af New South Wales . Han var fra Dhurga-stammen.
Mickeys tegninger viste nogle af de jobfunktioner, som aboriginere havde i 1840'ernes Ulladulla og frem. For mændenes vedkommende drejede det sig fra starten om bl.a. høstarbejde, træfældning og handel med lokale dyr, mens kvinderne tærskede majs og gravede kartofler. Efterhånden som sydkysten blev udviklet industrielt kom der også arbejde i landbruget, på savværker og på værfter. Hovedbeskæftigelsen var dog fiskeri.
De fleste af Mickeys tegninger er fra 1880'erne. Han brugte blyant, vandfarver og pastelfarver til sine tegninger.
Han døde i Ulladulla den 13. oktober 1891, muligvis som offer for en mindre influenzaepidemi, som ramte byen på det tidspunkt.
I 1893 blev fem af hans tegninger udstillet på World's Columbian Exposition (Verdensudstillingen i Chicago 1893), hvor en af mændene bag præsentationen, George Ilett fra Milton, modtog en bronzemedalje for værkerne.
Mickey of Ulladullas tegninger findes i en række offentlige samlinger, herunder Australian Institute of Aboriginal and Torres Strait Islander Studies, National Library of Australia og National Gallery of Australia, alle i Canberra, samt State Library of New South Wales i Sydney.